# Ташенов Жумабек Ахметович
Жумабек Ахметович Ташенов (Ташенєв) (каз. Жұмабек Ахметұлы Тәшенов; 20 березня 1915, аул Танагуль, тепер Акмолинська область, Казахстан — 18 листопада 1986, місто Чимкент, тепер Шимкент, Казахстан) — казахський політик доби СССР, партійний і державний діяч, голова Ради міністрів Казахської РСР від 1960 до 1961, кандидат економічних наук (1962). Депутат Верховної ради Казахської РСР 3—5-го скликань. Депутат Верховної ради СРСР 4—5-го скликань. Член ЦК КП Казахстану в 1949—1961 роках. Кандидат у члени ЦК КПРС у 1956—1961 роках.

## Життєпис
Народився в бідній селянській родині. Походив із підроду Караке-Алтай роду Куандик племені Аргин.
1933 року вступив до Акмолинського залізничного будівельного технікуму, але не закінчив його й пішов працювати. Через деякий час поновився і закінчив технікум.
У 1934 році — секретар виконавчого комітету районної ради міста Акмолинська. У 1934—1935 роках — секретар виконавчого комітету Красноярської районної ради Карагандинської області. У 1935—1936 роках — голова Нуринської районної планової комісії Карагандинської області. У 1936—1938 роках — секретар виконавчого комітету Вишньовської районної ради Карагандинської області. У 1938 році — референт виконавчого комітету Карагандинської обласної ради.
У 1938—1939 роках — начальник відділу громадського харчування Північно-Казахстанського обласного торгового відділу.
У 1939 році — секретар виконавчого комітету Совєтської районної ради Північно-Казахстанської області.
У 1939—1944 роках — начальник Совєтського районного земельного відділу Північно-Казахстанської області; начальник Полудинського районного земельного відділу Північно-Казахстанської області; заступник начальника Північно-Казахстанського обласного земельного відділу.
Член ВКП(б) з 1940 року.
Від 1944 до 1947 року — заступник секретаря та завідувач відділу тваринництва Північно-Казахстанського обласного комітету КП(б) Казахстану.
Від 1947 до грудня 1948 року обіймав посаду першого заступника голови виконавчого комітету Північно-Казахстанської обласної ради депутатів трудящих.
У грудні 1948 — січні 1952 року — голова виконавчого комітету Північно-Казахстанської обласної ради депутатів трудящих.
У січні 1952  — квітні 1955 року — 1-й секретар Актюбінського обласного комітету Комуністичної партії Казахстану.
У 1955 році закінчив заочну Вищу партійну школу в Москві.
Від 31 березня 1955 до 20 січня 1960 року — голова Президії Верховної ради Казахської РСР.
Від 20 січня 1960 до 6 січня 1961 року — голова Ради міністрів Казахської РСР.
Був активним опонентом проекту створення Цілинного краю наприкінці 1960 року з об'єднанням 5 областей Північного Казахстану та можливим виділенням краю зі складу Казахської РСР. Він відкрито виступав проти ідей Микити Хрущова, апелюючи до Конституції Радянського Союзу. У зв'язку з цим, за рекомендацією Хрущова був усунутий від вищих посад у Республіці.
З 1961 по січень 1963 року — заступник голови виконавчого комітету Південно-Казахстанської (Чимкентскої) обласної ради депутатів трудящих. У січні 1963 — грудні 1964 року — заступник голови виконавчого комітету Чимкентскої сільської обласної ради депутатів трудящих. У грудні 1964 — 1975 року — заступник голови виконавчого комітету Чимкентскої обласної ради депутатів трудящих.
З 1975 року — персональний пенсіонер у місті Чимкенті (Шимкенті).
Помер у місті Чимкенті 18 листопада 1986 року.

## Нагороди
- орден Леніна
- орден Трудового Червоного Прапора
- орден «Знак Пошани»
- медаль «За трудову доблесть»
- медалі